# Lolita Lebrón
Dolores Lebrón Sotomayor, conocida como Lolita Lebrón (Pezuela, 19 de noviembre de 1919 – San Juan, 1 de agosto de 2010), fue una activista de la independencia puertorriqueña. En 1954, bajo su mando, un grupo de nacionalistas atacó la Cámara de Representantes de los Estados Unidos como forma de llamar la atención y demandar la situación colonial de Puerto Rico. Lebrón fue detenida y cumplió 24 años en prisión, hasta ser liberada por un indulto del presidente Jimmy Carter.

## Primeros años
Dolores Lebrón Sotomayor era una de los cinco hijos de Gonzalo Lebrón Bernal y Rafaela Sotomayor Luciano, nacidos en Lares, Puerto Rico; los otros cuatro eran Áurea, Augusto, Gonzalo Jr. y Julio. Fueron criados en Hacienda Pezuelas, un barrio de Lares. Gonzalo Lebrón trabajaba como capataz de la hacienda, ganando un salario de 30 dólares al mes, que le permitía vivir en una pequeña casa en la que también producía para su familia. Allí, Dolores comenzó su educación en una pequeña escuela de la comunidad.
De pequeña, Lebrón contrajo neumonía cuando accidentalmente cayó en una zanja de agua. Consecuentemente, ella creció con una salud demasiado frágil y era incapaz de realizar actividades constantes sin sentir fatiga. Desarrolló una personalidad introvertida y contemplativa.
Desde Pezuelas, toda la familia se trasladó a Mirasol, también en Lares, donde Gonzalo Lebrón administraba una hacienda propiedad de Emilio Vilellas. Allí, Dolores Lebrón recibió una mejor educación, al asistir a una escuela pública local. Cuando Lebrón completó el sexto grado asistió a la Segunda Unidad Rural, una escuela secundaria ubicada en Bartolo, un barrio adyacente. Concluyó su educación formal de escuelas públicas en el octavo grado.
Lebrón tenía buena presencia: cuando era adolescente fue elegida Reina de las Flores de Mayo en un concurso anual de belleza celebrado en Lares. Aunque su padre era ateo, Lebrón fue bautizada bajo la creencia católica cuando tenía catorce años, junto con sus otros hermanos. Durante la celebración del bautismo conoció a Francisco Matos Paoli, quien se convirtió en su primer novio. Paoli y Lebrón escribieron cartas en las que redactaban poesías. La familia de Paoli se opuso a su relación porque consideraban a Lebrón en forma despectiva como jíbara (campesina). Su padre también se opuso a esta relación, y le ordenó que dejara de escribir a Paoli.
Dolores Lebrón se trasladó a San Juan, donde estudió costura y continuó enviando correspondencia a Paoli. Sin embargo, se sintió obligada a regresar a Lares porque su padre se vio gravemente afectado por la tuberculosis. La familia tuvo que  abandonar la casa en el hacienda, aunque luego fueron recibidos por Ramón Santiago, quien les proporcionó una nueva casa.
Dolores tomó la responsabilidad de cuidar de su padre. Ella usualmente viajaba a una ciudad cercana para comprar medicamentos para su padre. Durante siete días no durmió ni comió mientras lo atendía. Después de su muerte Lebrón comenzó a trabajar en el tejido de telas.

## Activismo político
Desde temprana edad fue una fiel creyente del ideal independentista puertorriqueño y se afilió al Partido Nacionalista de Puerto Rico, en aquel entonces presidido por Pedro Albizu Campos.[cita requerida]
En los años 1950, para denunciar que la insurrección nacionalista del 30 de octubre de 1950 no era un problema «doméstico» de los puertorriqueños, como quería hacer ver el gobierno estadounidense, el Partido Nacionalista de Puerto Rico desarrolló un plan que implicaría un ataque a la Casa Blair con la intención de secuestrar al presidente de Estados Unidos, Harry S. Truman junto con un ataque al Congreso de ese país. El ataque a la Casa Blair fue llevado a cabo por Oscar Collazo y Griselio Torresola el 1 de noviembre de 1950.

## Ataque a la Cámara de Representantes
El ataque a la Cámara de Representantes de los Estados Unidos fue llevado el 1 de marzo de 1954 por Lebrón con la ayuda de Rafael Cancel Miranda, Irving Flores y Andrés Figueroa Cordero. La fecha fue escogida para repudiar el hecho de que había sido el 1 de marzo del 1917 cuando los Estados Unidos, necesitados de tropas para la Primera Guerra Mundial, implantaron la ciudadanía estadounidense en la isla con el fin de reclutar soldados para el frente. La misión de Lolita Lebrón fue la de atraer la atención del mundo sobre la causa de la independencia puertorriqueña.

### El ataque
Cuando el grupo de Lolita llegó hasta la galería de las visitas en el piso superior de la Cámara, se incorporó y gritó «¡Viva Puerto Rico Libre!» y sacó la bandera monoestrellada de Puerto Rico; luego el grupo abrió fuego utilizando armas automáticas. Alrededor de treinta disparos fueron hechos y cinco representantes fueron heridos, entre ellos Alvin Bentley, representante del estado de Míchigan, quien fue seriamente herido en el pecho. Un agujero del tamaño de un centavo, se puede apreciar en el escritorio que es usado por los Republicanos cuando se dirigen a hablar en el piso de la Cámara. Era la primera vez en la historia de Estados Unidos que se atacaba a los congresistas en el recinto del Capitolio. En su arresto, Lolita gritó: «¡Yo no vine a matar a nadie, yo vine a morir por Puerto Rico!».

### Juicio y encarcelamiento
Lebrón y sus compañeros de lucha fueron sentenciados por intento de asesinato y otros delitos. La fiscalía, encabezada por Leo A. Rover, exigió la pena de muerte, pero el juez Alexander Holtzoff decidió condenarlos a los plazos más largos de prisión posible: en el caso de Lebrón, entre dieciséis y cincuenta años, dependiendo de su comportamiento. Lebrón fue encarcelada en la Institución Federal Industrial para Mujeres en Alderson, Virginia Occidental, mientras que los otros comandos nacionalistas sobrevivientes cumplieron décadas de condena en otras prisiones federales.

## Años posteriores
Bajo presión internacional, el presidente estadounidense Jimmy Carter concedió en 1979 la amnistía a Lolita Lebrón, Irving Flores y Rafael Cancel Miranda, tras 25 años en prisión; Andrés Figueroa Cordero había fallecido en prisión antes del indulto presidencial. El entonces gobernador de Puerto Rico, Carlos Romero Barceló, públicamente se opuso la amnistía otorgada por Carter, afirmando que esto fomentaba el «terrorismo» y socavaba la seguridad pública.
Lolita fue bienvenida por varios grupos independentistas como una heroína al regresar a la isla. Lolita Lebrón, con más de ochenta años de edad continuó participando activamente en las actividades por la independencia de Puerto Rico. 
En protesta contra la Marina de Guerra de los Estados Unidos, un Comité Internacional en Violaciones de Derechos Humanos en Puerto Rico y Vieques se llevó a cabo del 17 al 21 de noviembre de 2000 en la isla municipio de Vieques. Fue llamado «el Comité de Derechos Humanos». Uno de los deponentes fue Lolita Lebrón. Allí la audiencia la aplaudió cuando dijo:

«Tuve el honor de dirigir el acto contra el Congreso de los Estados Unidos el 1 de marzo de 1954, cuando nosotros demandamos la libertad para Puerto Rico y le manifestamos al mundo que nosotros somos una nación invadida, ocupada y abusada por los Estados Unidos de Norteamérica. Me siento muy orgullosa de haber actuado ese día, de haber contestado el llamado de mi Patria».

El 26 de junio de 2001, Lolita estuvo entre el grupo de protesta que fue arrestado por haber traspasado la zona restringida en Vieques. El 19 de julio de 2001, fue sentenciada a cárcel por un periodo de sesenta días por el delito de traspaso a las instalaciones de la Marina de Guerra de Estados Unidos en Vieques. El 1 de mayo de 2003, la marina salió de Vieques y entregó sus instalaciones al gobierno local de Puerto Rico.
Como miembro del Partido Nacionalista de Puerto Rico, Lolita Lebrón no participó en el proceso electoral de Puerto Rico; sin embargo, en 2004, ante el llamado de algunos líderes independentistas, miembros del Movimiento Independentista Nacional Hostosiano, de votar a favor de los candidatos del Partido Popular Democrático, defensores de la libre asociación con los Estados Unidos, Lebrón afirmó que el deber de todo independentista que salga a votar es hacerlo por el Partido Independentista Puertorriqueño.
En el año 2006, Lolita Lebrón participó en el Congreso Latinoamericano y Caribeño por la Independencia de Puerto Rico celebrado en Panamá.
Lolita Lebrón recibió muchos honores. El artista mexicano Octavio Ocampo creó un afiche de Lolita que se exhibió en la Galería de la Raza en San Francisco, California. En el Parque Humboldt de Chicago, existe un mural que presenta a Lolita entre otras personas ilustres puertorriqueñas. Entre los libros escritos sobre Lolita se encuentran The Ladies Gallery: A Memoir of Family Secrets, de Irene Vilar y Rabassa Gregory Rabassa, y Lolita la Prisionera, de Federico Ribes Tovar. La directora y productora de cine Judith Escalona, planifica producir un filme de la vida de Lolita. Un libro escrito por la nieta de Lolita, Irene Vilar, A Message from God in the Atomic Age: A Memoir, recuenta cómo fue crecer siendo la nieta de Lolita Lebrón y cómo le afectó a ella y a su familia; Vilar escribió sobre las tragedias que su familia tuvo que vivir.